# Bernhard Rathke

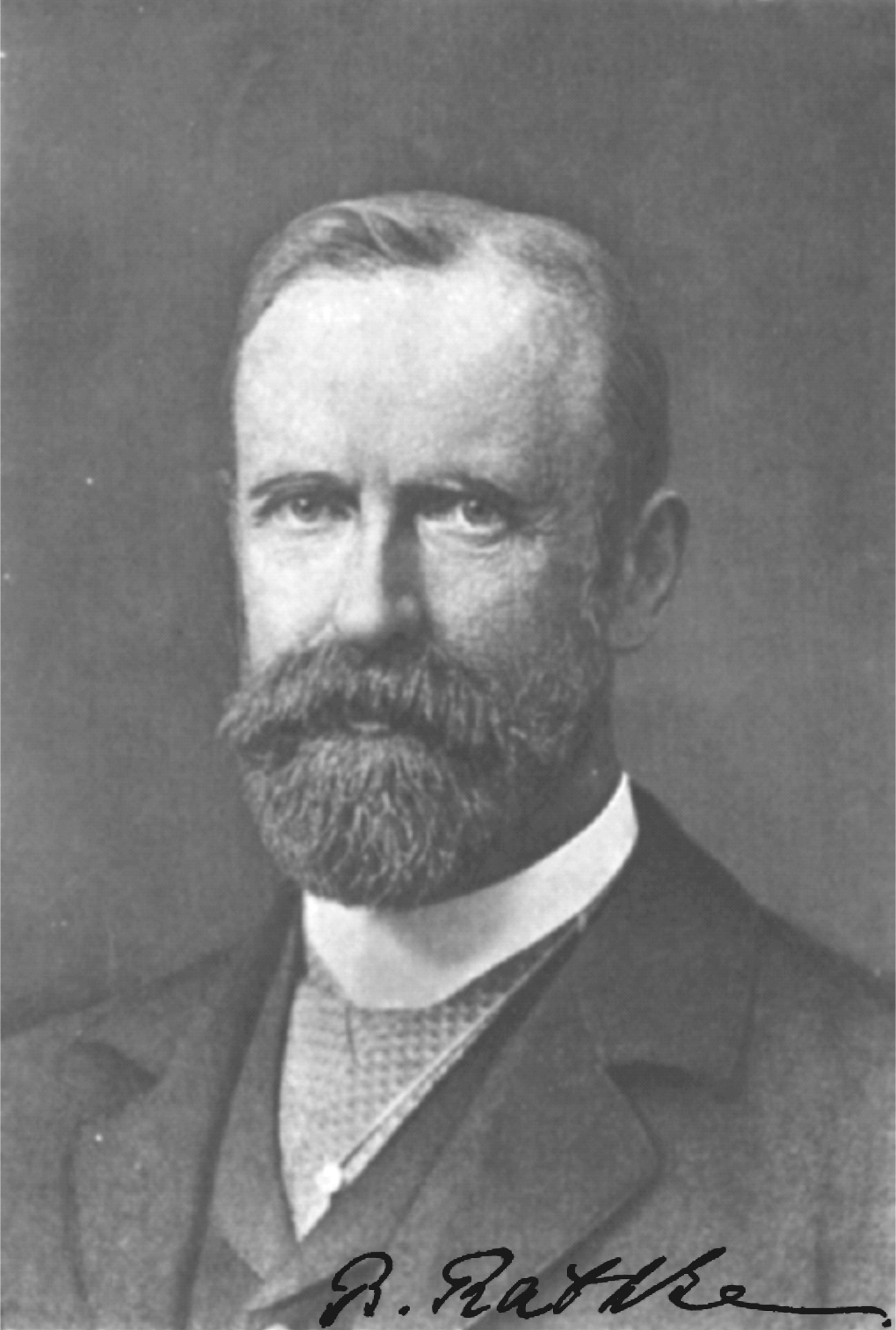
Bernhard Rathke (um 1885)

Heinrich Bernhard Rathke (* 20. Januar 1840 in Königsberg i. Pr.; † 14. August 1923 in Bad Reichenhall) war ein deutscher Chemiker.

## Leben
Bernhard Rathke wurde am 20. Januar 1840 in Königsberg als Sohn des Zoologen Martin Heinrich Rathke und dessen Frau Martha Elmire Malonek geboren. Er studierte Naturwissenschaften an der Albertus-Universität Königsberg. Mit Arthur Kittel wurde er 1858 Mitglied der Burschenschaft Germania Königsberg.  1865 promovierte er zum Dr. phil. Seine Prüfung zum Oberlehrer für naturwissenschaftlichen Unterricht bestand er 1866. Danach wirkte er in Robert Wilhelm Bunsens Labor in Heidelberg. 1867 stellte ihn die Universität Halle als Assistent des chemischen Instituts ein. Zwei Jahre später habilitierte er sich.
Chemie und Chemieingenieurwesen lehrte Rathke von 1873 bis 1876 an einer Berufsschule in Kassel. 1876 wurde er besoldeter a. o. Professor an der Universität Halle. Weil er seit 1879 erkrankt war, brauchte er keine Vorlesungen mehr zu halten. 1882 übersiedelte er nach Marburg und hielt dort erste Vorlesungen zur Physikalischen Chemie.  Nach seiner Genesung stellte man ihn an der dortigen Philipps-Universität Marburg 1900 als Honorarprofessor ein. 1912 ging Rathke aus gesundheitlichen Gründen in den Ruhestand, den er zunächst in Meran verbrachte. 1915 siedelte er nach Hohenschwangau um, ab 1919 lebte er in Bad Reichenhall, wo er im Alter von 83 Jahren starb.
Er synthetisierte als Erster Biguanid.

## Ehrungen
1885 wurde er in die Deutsche Akademie der Naturforscher Leopoldina gewählt.

## Werke
- De duobus acidis selenium et sulfur una continentibus (Dissertation, 1865)
- Beiträge zur Geschichte des Selens (Habilitationsschrift, 1869)